# Knaackberg
Der Knaackberg ist ein 1190 m hoher Berg an der Oates-Küste des ostantarktischen Viktorialands. In den Bowers Mountains ragt er östlich der Buckinghamspitze auf.
Wissenschaftler der deutschen Expedition GANOVEX I (1979–1980) nahmen seine Benennung vor. Namensgeber ist Christian Knaack, Meteorologe bei dieser Forschungsreise.